# Mriya Aid
Mriya Aid — канадська неприбуткова організація, створена в лютому 2022 року канадськими військовими, ветеранами професіоналами в секторі безпеки та управління проєктами з метою надання системної допомоги українським військовим, саперам та медикам. Керівницею та головою правління організації Mriya Aid є Леся Александра Ґрейнджер, а секретарем і директором правління — Любомир Хабурський і віце-президентом та директором — Марк Пейн.

## Історія
Mriya Aid була заснована для підтримки України після початку російського вторгнення в лютому 2022 року. Назва організації походить від українського літака Ан-225 «Мрія», який до свого знищення російськими військами під час вторгнення в Україну 2022 року, був символом гуманітарної допомоги.
Організація почала свою діяльність із доставлення дронів та прилади нічного бачення, медичного і тактичного обладнання для підрозділів Збройних Сил України, Національної Гвардії та інших відомств та медиків на лінії фронту. 
Деякі проекти з закупівлі та доставки дронів в Україну здійснювалися разом з Світовим Конґресом Українців. Згодом Mriya Aid зосередилася на навчанні та екіпіруванні саперів, а також забезпеченні українських військових спеціалізованим обладнанням, яке покращує виживання на полі бою, в тилу та на деокупованих територіях.

## Діяльність

### Гуманітарна допомога
В Mriya Aid понад 3 500 приватних донорів із більш ніж 30 країн, які підтримують організацію. Але з 2024 року, організація також залучає державні гранти на свої програми та проєкти, що дозволяє масштабувати проєкти та закуповувати та доставляти спеціалізоване навчання та військове спорядження для українських військових, саперів та рятувальників. З 2022 року Mriya Aid співпрацює з понад 100 українськими військовими та державними установами. Загальна сума наданої допомоги на сьогодні становить понад 10 мільйонів канадських доларів.

### Навчання саперів
З 2022 року Mriya Aid організовує, оплачує та керує проєктами навчання для українських саперів за програмою Міжнародних стандартів протимінної діяльності (IMAS). Українські сапери проходять навчальні  курси та сертифікацію зі знешкодження вибухонебезпечних предметів (ВНП). Учасниками програм Mriya Aid стають українські сапери, більшість з яких працюють в ЗСУ та у державних установах, що займаються гуманітарним та оперативним розмінуванням.
У 2023 році Mriya Aid отримала запит від Генштабу ЗСУ про допомогу з навчанням українських саперів.
Таким чином, у відповідь на запит Генштабу ЗСУ Mriya Aid продовжила організувати навчальні курси з міжнародних стандартів протимінної діяльності (IMAS) для українських саперів на базі розмінування МАТ в Косово. У 2024 році організація провела курси IMAS рівнів 1 та 2 для 130 військовослужбовців і забезпечила українським саперам обладнання. Навчання тривало п’ять тижнів для кожної з чотирьох груп на базі PCM-MAT у Косово. Програма включала теоретичні заняття, навички в протимінній діяльності, польові роботи, дні підриву боєприпасів, інтенсивні іспити та екзамени на міжнародну сертифікацію.
Деякі з випускників пройшли навчання не тільки рівня 1 і 2, а повернулися, щоб також пройти навчання рівня наступних рівнів. В цілому було отримано 176 сертифікацій IMAS, 47 з яких були з рівнів 3 (IMAS Level 3) і 3+ (IMAS Level 3).
Крім того, організація проводить тренінги для українських інструкторів та менеджерів, які допомагають передавати знання та навички іншим.

## Адаптація навчальних програм
Mriya Aid співпрацює з ЗСУ та Навчальним центром протимінної діяльності в Косово з метою адаптації курсів МСПМД (IMAS) до українського контексту. Організація розробила розширений підхід, інтегрувавши специфічні для України міни, боєприпаси та вдосконалені методи знешкодження вибухонебезпечних предметів (ВНП), а також реалії розмінування в зоні активних бойових дій у курсову роботу з розмінування IMAS, аби програма навчання відповідала поточним викликам, з якими стикаються Збройні Сили України та інші фахівці з розмінування та знешкодження ВНП, які працюють в Україні.  
Восени 2024 року Mriya Aid провела аналіз потреб у рамках оцінки своєї діяльності, щоб краще оцінити потреби українських саперів, у тому числі для роботи на територіях з високим ризиком.
Щоб забезпечити значну кількість українських саперів новою інформацією про міни, боєприпаси та СВП, специфічною для українського контексту, команда Mriya Aid організувала друк та розповсюдження понад 3000 примірників посібника з ідентифікації мін і боєприпасів, що не вибухнули (НВБ). Посібник під назвою «Міни» складається саперами-волонтерами по всій Україні з 2014 року. Посібник також доступний у цифровій версії.

## Партнерства
З листопада 2022 року канадська неприбуткова організація Mriya Aid офіційно співпрацює з Міністерством оборони України. Тоді розпочались перші проєкти з навчання українських саперів на курсах розмінування на базі МАТ в Косово.
У лютому 2024 року Mriya Aid почала співпрацю з Головним управлінням протимінної діяльності, цивільного захисту та екологічної безпеки Міністерства оборони України.
У жовтні 2024 року організація підписала угоду про співпрацю з Асоціацією саперів України.
У жовтні 2024 року Mriya Aid приєдналася до Міжнародної коаліції з протимінної діяльності (Demining Capability Coallition for Ukraine), та підтримує Україну у сфері розмінування, в якості одного з небагатьох неурядових партнерів. Коаліція з питань протимінної діяльності очолюється міністерствами оборони Литви та Ісландії та включає участь понад 23 країн, які співпрацюють з Головним управлінням протимінної діяльності, цивільного захисту та екологічної безпеки Міністерства оборони України, а також з іншими українськими відомствами, що працюють під керівництвом Міністерства оборони України.
Mriya Aid активно співпрацює та обмінюється інформацією щодо потреб української системи протимінної діяльності з Канадським посольством в Україні, про це у своєму  інтерв’ю зазначила посол Канади в Україні Наталка Цмоць.

## Адвокація
Mriya Aid бере участь в різноманітних адвокаційних проєктах на підтримку України.
В січні 2024 року команда Mriya Aid мала кілька виступів в Oxford University, презентувала результати діяльності організації, а також ділилися своїм досвідом співпраці та допомоги Міністерству оборони України.
В лютому 2024 року Mriya Aid разом з канадською депутаткою Джуді Сґро, канадськими депутатами Парламентської групи дружби України та Канади, а також за підтримки Конґреса Українців Канади (КУК) та Посольства України в Канаді організувала подію в Канадському парламенті (Оттава), присвячену другій річниці повномасштабного вторгнення.
В травні 2025 року команда Mriya Aid разом з NATO Association of Canada  та Canada-Ukraine Chamber of Commerce організувала конференцію в Торонто “Захистимо Українське Майбутнє: Безпекові Гарантії та Розмінування для Відновлення та Реконструкції”.
В конференції взяли участь понад 150 учасників, серед яких представники дипломатичного корпусу, канадські політики, фахівці галузі, науковці та студенти, які вивчають міжнародні відносини.
Під конференції посол Литви в Канаді Егідіюс Мейлунас заявив, що держави-члени, які доєдналися до Коаліції з питань протимінної діяльності з лютого 2024 року передали Міноборони України та саперним підрозділам Збройних сил України обладнання на близько 473 млн євро. Коаліція має план до 2034 року, передбачені витрати на підтримку сектора протимінної діяльності у розмірі понад 700 мільйонів євро.